# Gévaudanmonstret

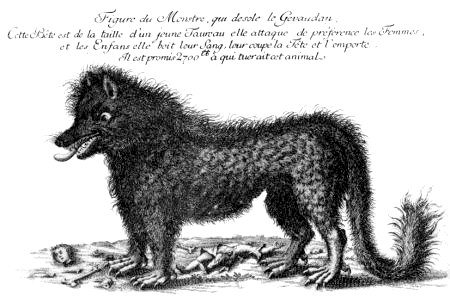
En konstnärlig tolkning av Gévaudanmonstret.

Gévaudanmonstret (La bête du Gévaudan på franska) var en legendarisk vargliknande varelse som terroriserade provinsen Gévaudan (Lozère idag) i södra Frankrike, under 1764-1767. 
Många attacker rapporterades och mer än 100 människor ska ha dödats. Man debatterar fortfarande om bestens sanna identitet, inte minst eftersom händelserna är ett populärt ämne inom kryptozoologi och konspirationsteorier.

## Beskrivning
Besten beskrivs som en vargliknande varelse, nästan i samma storlek som en ko, med en bred kropp och lång svans. Huvudet liknade det som en greyhoundhund har, med små raka öron. Därtill hade den stora tänder. Varelsen ska ha haft en röd päls, med besynnerliga vita ränder längs kroppen. Den enda som överlevt ett angrepp, en ung flicka, beskrev varelsen sålunda: "Den var stor som en ko, med klor lika stora som människans hand."

## Attackerna

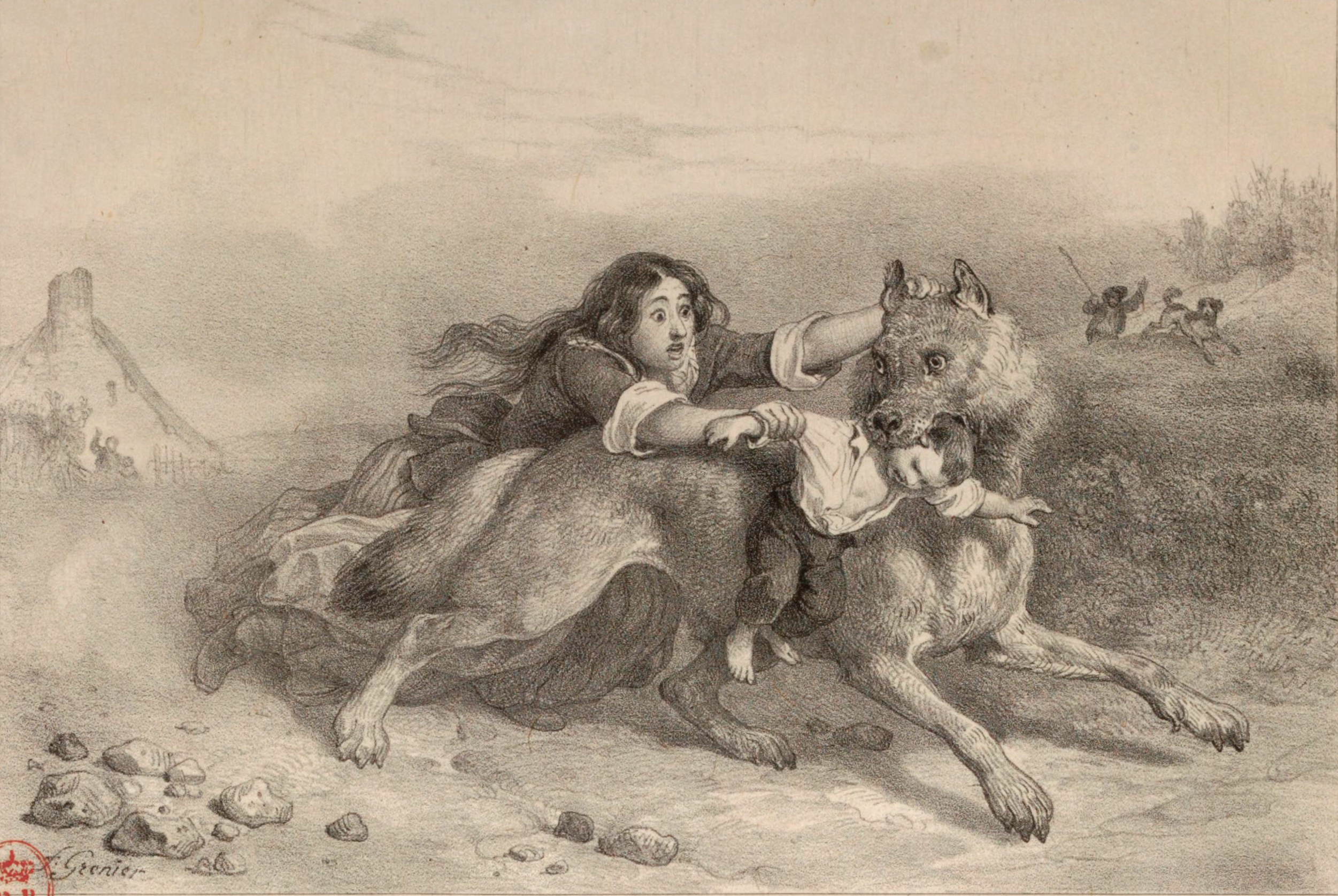
Jeanne Jouve försvarar sina barn mot besten i Gévaudan.

Den första attacken, där varelsen dessutom kunde beskrivas, skedde i maj/juni 1764. En flicka från Langogne arbetade på en bondgård vid Forêt de Mercoire när hon såg ett stort, vargliknande djur springa ut ur skogen rakt mot henne. Men bondgårdens tjurar drev monstret ifrån gården.
Varelsens angreppsmetod var ovanlig för ett rovdjur, då den ofta angrep huvudet medan den ignorerade den övriga kroppen, såsom ben och hals, som oftast angrips av vanliga rovdjur. Huvudet blev oftast krossat eller avhugget. Besten verkade också vara intresserad av att angripa människor och inte djuren på bondgårdar; många gånger angrep den bonden när han befann sig på samma plats som sina djur.
Det kom rapporter om att varelsen setts tillsammans med ett annat liknande djur, eller med sina ungar; andra hävdade att man sett varelsen tillsammans med en människa.
Man antar att antalet döda var 15 kvinnor, 68 barn och sex män, samt därutöver 30 skadade. Att varelsen synbarligen föredrog att angripa kvinnor och barn kan bero på att dessa ensamma eller i par arbetade vid sidan av ladugården, vilket skulle göra dem till lätta byten. Män brukade ofta bära på olika föremål som de skulle kunna använda som vapen och de arbetade även på fälten i större grupper.

## Jakten på besten

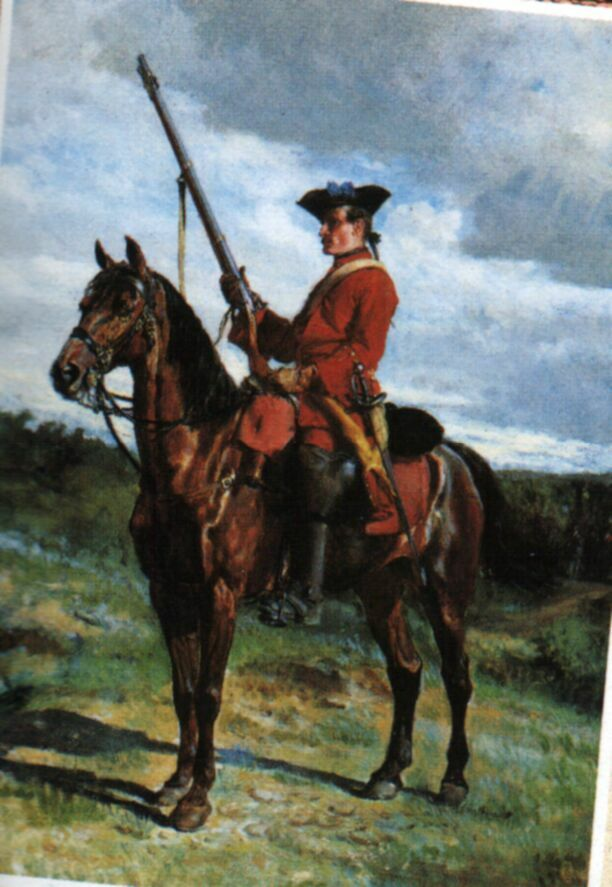
En jägare som deltog i jakten på besten i Gévaudan.

Den 12 januari 1765 blev Jacques Portefaix och hans sex vänner anfallna av besten. De lyckades avvärja dess attack genom att hålla samman. Kung Ludvig XV blev intresserad av detta och belönade dem med 300 livre. Kungen beordrade därefter professionella vargjägare, Jean-Charles-Marc-Antoine Vaumesle d'Enneval och hans son Jean-François att hitta och döda besten. 
De två jägarna anlände till Clermont-Ferrand den 17 februari 1765 medförande åtta blodhundar, som tränats till att jaga vargar. Under ett antal månader ägnade de nätterna till att jaga vargar, trots att varelsen attackerade på morgnar och kvällar. Detta berodde på att jägarna trodde att vargar låg bakom attackerna. Men besten fortsatte att skörda offer och i juni 1765 ersattes jägarna av François Antoine, det vill säga Antoine de Beauterne, kungens vapenbärare och den främste jägaren i Frankrike. Han anlände till Malzieu den 22 juni. 
Den 21 september 1765 dödade Antoine en stor grå varg som var 80 cm hög, 1,7 meter i längd och som vägde 60 kilogram. Vargen kallades för Le Loup de Chazes efter den närliggande Abbaye des Chazes.  

Jean Chastel.

Lokalbefolkningen ansåg att storleken var för stor för en varg. Antoine sade offentligt att "Vi deklarerar härmed denna rapport, att vi aldrig har sett en varg i denna storlek. Vi anser därför att detta kan vara odjuret som skapat så många hemskheter".
Vargen blev uppstoppad till en souvenir och skickades till Versailles, där Antoine togs emot som en hjälte och han belönades med mycket pengar, land och titlar.
Men den 2 december 1765 attackerade besten igen i la Besseyre Saint Mary, där det allvarligt skadade två barn. Tiotals andra angrepp ägde rum efter detta.

### Jean Chastel
En lokal jägare, Jean Chastel, hyllades för att ha satt stopp för besten genom att döda det den 19 juni 1767 i Sogne d'Auvers. 
Men det finns en viss kontrovers angående Chastel. Han hävdade att han var en del av en större grupp som jagade besten. Han hade satt sig ner och börjat läsa Bibeln och be. När Chastel bad fick han se varelsen stirra på honom. Han avslutade sin bön och sköt därefter varelsen med en silverkula. 
Bestens beteende var besynnerligt, då den var känd för att angripa utan förvarning. Vissa anser att detta är bevis på att Chastel samarbetade med varelsen eller att han till och med tränade den. Men han kan eventuellt även ha hittat på historien. 

## Förklaringar
Många försökte förklara vad som pågick då besten påbörjade terrorn. De var allt ifrån vargar och loup-garou (varulv), till att vara Guds bestraffning eller till ett monster skapat av en trollkarl. Andra teorier hävdar att det handlat om en jättevarg, en relativt större och utrotad släkting till vargen; men även teorier om att besten varit ett exotiskt djur, såsom en hyena. En annan förklaring var att monstret var en sorts hund, som av sin sadistiska ägare, som kan ha varit en ur Chastels släkt, tränats till att angripa människor.
Det finns emellertid de som menar att händelserna går att förklara på ett rationellt sätt. Wolves were fairly common in early modern Europe. According to one estimate, they killed about a hundred people a year in France during the mid-eighteenth-century decades. Enligt Smith (2011) skall myterna om övernaturliga varelser kunna ses som förklarliga mot bakgrund av de förhållanden som invånarna i Gévaudan levde under.

## Parc à loups du Gévaudan

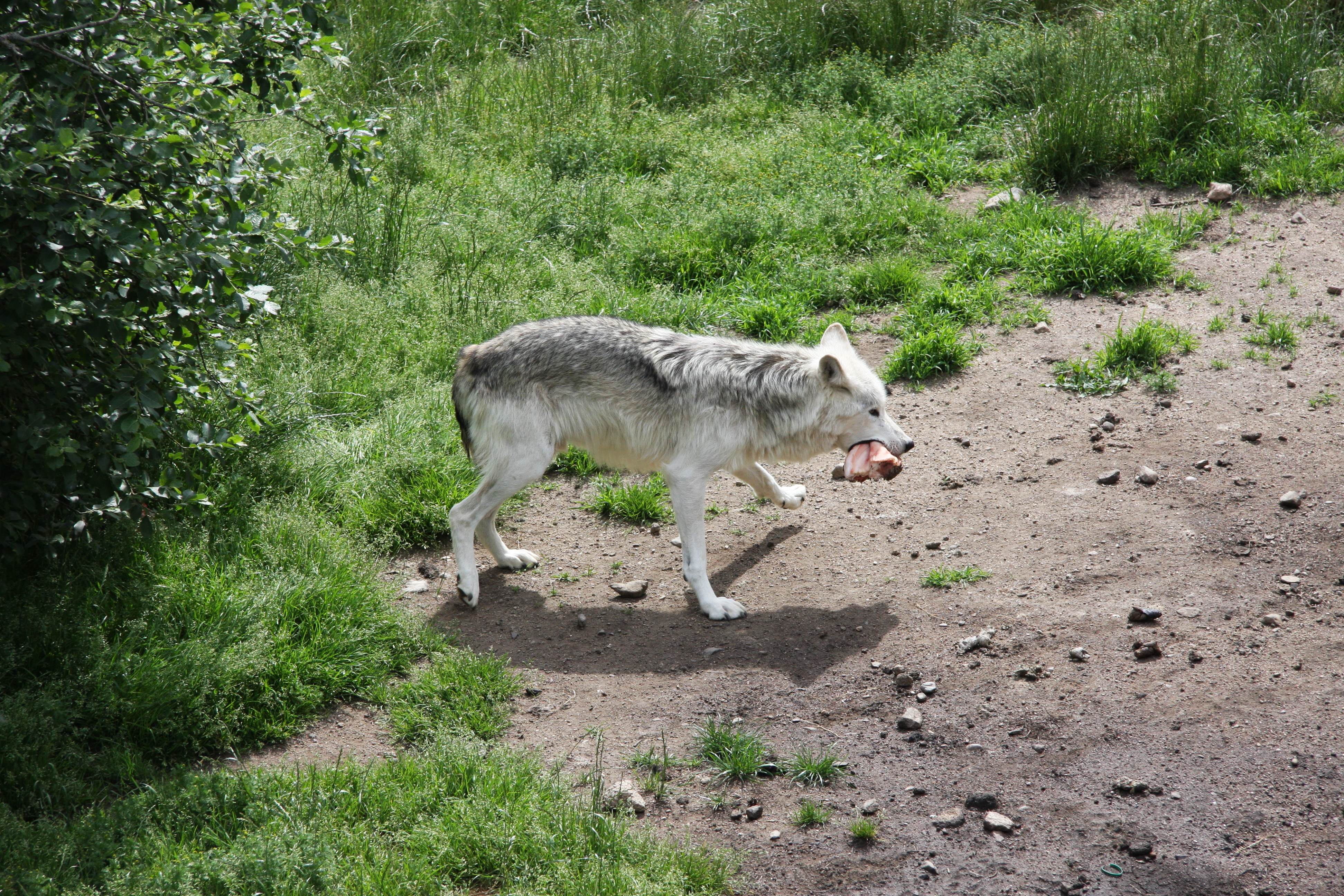
En varg i djurparken Parc à loups du Gévaudan.

Le Parc à loups du Gévaudan är en djurpark som är belägen i Saint-Léger-de-Peyre.
Denna djurpark är specialiserad på vargar och man har cirka 130 vargar på anläggningens 20 hektar.

## Populärkultur
- Robert Louis Stevenson reste genom regionen under 1878 och beskrev händelserna i boken Travels with a Donkey in the Cévennes.
- Skräckförfattaren Clark Ashton Smith inspirerades av händelserna och skrev The Beast of Averoigne samt andra historier som utspelade sig i provinsen Auvergne.
- Filmen Vargarnas pakt (2001) är baserad på händelserna. Däremot är monstret i filmen ett atlaslejon som bär en utrustning vilket får den att se skrämmande ut.
- En mer precis film, baserad på händelserna , är den franska TV-filmen La bête du Gévaudan (2003).
- En episod i TV-serien Animal-X baseras på händelserna .
- Boken Rouge Agent: Destiny tar inspiration från händelserna .
- Säsong 5b i serien Teen Wolf tar de inspiration från händelserna dock har de gjort om händelsen genom att säga att la bête du gévaudan dödades av Marie-Jeanne Valet och att la bête var en skepnadsskiftande varelse som under dagen var en människa. I Teen Wolf så berättar de också att denna skepnadsskiftande människan var Sebastien Valet (Marie-Jeanne bror) och att hon dödade honom med hjälp av ett spjut gjort på Mountain ash och Wolfsbane (stormhatt)
- 2021 släppte metal bandet PowerWolf en låt vid namnet "Beast of Gévaudan".